# Marcel Pierry
Marcel Pierry (* 15. April 1981 in Bonn) ist ein ehemaliger deutscher Wasserballspieler.

## Karriere
Marcel Pierry begann seine Laufbahn in jungen Jahren beim SSF Bonn und wechselte mit 19 Jahren zum damaligen Zweitligisten Blau-Weiß Bochum.
Mit Blau-Weiß Bochum schaffte er 2004 den Aufstieg in die erste deutsche Wasserball-Liga und wechselte nach einem Jahr im Oberhaus zum Berliner Verein Wasserfreunde Spandau 04. Mit Spandau schaffte er 2007 das Double aus deutscher Meisterschaft und Gewinn des deutschen Wasserballpokals des DSV.
Ab der Saison 2007/08 spielt Marcel Pierry für den SC Wedding.